# Sergio Bazzini

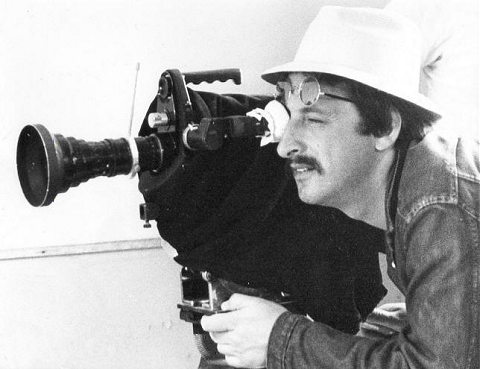
Sergio Bazzini

Sergio Bazzini (* 26. Februar 1935 in Pistoia, Italien; † 22. Januar 2025) war ein italienischer Drehbuchautor und Regisseur.

## Leben
Bazzini studierte am Konservatorium Florenz Musikwissenschaft und zog dann nach Rom, wo er 1962 als Regieassistent bei Gianfranco Parolini und anderen Genre-Regisseuren beim Film begann. Als Drehbuchautor lieferte er Beeindruckenderes ab, so für Filme von Salvatore Samperi und Marco Ferreri. Nach seinem Beitrag zu Ostwind 1969 drehte er 1971 als Regisseur den experimentellen Film Il visitatore für das italienische Fernsehen und 1974 seinen einzigen Film für das Kino, den nach eigenem Drehbuch entstandenen Donna è bella. Nach einigen weiteren Drehbüchern wandte er sich auch der Theaterarbeit zu und inszenierte nach eigener Vorlage La fidanzata della scheletro im Jahre 1982; 1986 hatte sein Caravanserraglio Premiere.
Bazzini war Dozent für Film- und Fernsehsprache am Istituto di Stato R. Rossellini in Rom und an der Accademia dell'Immagine. Daneben veröffentlichte er ein autobiografisch gefärbtes Buch, Pistoia-Honolulu.

## Filmografie (Auswahl)
- 1968: Danke, Tante (Grazie, zia)
- 1969: Dillinger ist tot (Dillinger è morto)
- 1974: Das nimmersatte Weib (Donna è bello) (auch Regie)

2004: Last food